# Thalmassing
Thalmassing é um município da Alemanha, situado no distrito de Ratisbona, no estado da Baviera. Tem 37,1 km² de área, e sua população em 2019 foi estimada em 3.535 habitantes.